# Indiana Vassilev
Indiana Denchev Vassilev (en búlgaro: Индиана Денчев Василев, Savannah, Georgia, 16 de febrero de 2001) es un futbolista estadounidense. Juega de delantero y su equipo es el Philadelphia Union de la Major League Soccer de los Estados Unidos.

## Trayectoria
Comenzó su carrera en la IMG Academy de Florida. Fue seguido por el Aston Villa desde noviembre de 2016 y firmó contrato con el club en 2018. Kevin Hartman fue su entrenador en la academia, quien elogió al jugador por sus atributos como jugador y liderato en la cancha.
Comenzó a jugar en el equipo sub-23 del Aston Villa en la Premier League 2. Con 4 goles en 6 encuentros, en la temporada 2019-20 fue promovido al primer equipo el 4 de enero de 2020 y jugar en la FA Cup contra el Fulham. El 18 de enero de 2020, el estadounidense debutó en la Premier League, como suplente en el empate 1-1 ante el Brighton & Hove Albion.
En el mes septiembre fue cedido toda la temporada al Burton Albion F. C. A finales de enero de 2021 se canceló la cesión para que terminara el curso en el Cheltenham Town F. C. En julio se marchó, también prestado, al Inter de Miami hasta final de año. En mayo de 2022 regresó a la franquicia en una nueva cesión. Tras esta acabó abandonando el conjunto de Birmingham después de ser traspasado al St. Louis City S. C. en enero de 2023. Allí estuvo un par de campañas y en febrero de 2025 fichó por Philadelphia Union.

## Selección nacional
Formó parte del plantel de Estados Unidos que disputó la Copa Mundial de Fútbol Sub-17 de 2017.
A comienzos del año 2020 Georgi Dermendzhiev, entrenador de la selección de Bulgaria, comentó que rechazó una citación por parte de Bulgaria sub-21 y continuar representando a Estados Unidos a nivel internacional.

## Estadísticas
Actualizado al último partido disputado en la temporada 2024.
| Club                                | Div.          | Temporada     | Liga  | Liga  | Copas nacionales | Copas nacionales | Copas internacionales | Copas internacionales | Total | Total |
| Club                                | Div.          | Temporada     | Part. | Goles | Part.            | Goles            | Part.                 | Goles                 | Part. | Goles |
| ----------------------------------- | ------------- | ------------- | ----- | ----- | ---------------- | ---------------- | --------------------- | --------------------- | ----- | ----- |
| Aston Villa F. C. Inglaterra        | 1.ª           | 2019-20       | 4     | 0     | 2                | 0                | ―                     | ―                     | 6     | 0     |
| Aston Villa F. C. Inglaterra        | Total club    | Total club    | 4     | 0     | 2                | 0                | 0                     | 0                     | 6     | 0     |
| Burton Albion F. C. Inglaterra      | 3.ª           | 2020-21       | 12    | 0     | 0                | 0                | ―                     | ―                     | 12    | 0     |
| Burton Albion F. C. Inglaterra      | Total club    | Total club    | 12    | 0     | 0                | 0                | 0                     | 0                     | 12    | 0     |
| Cheltenham Town F. C. Inglaterra    | 4.ª           | 2020-21       | 12    | 0     | —                | —                | ―                     | ―                     | 12    | 0     |
| Cheltenham Town F. C. Inglaterra    | Total club    | Total club    | 12    | 0     | 0                | 0                | 0                     | 0                     | 12    | 0     |
| Inter de Miami Estados Unidos       | 1.ª           | 2021          | 21    | 3     | —                | —                | ―                     | ―                     | 21    | 3     |
| Inter de Miami Estados Unidos       | 1.ª           | 2022          | 25    | 2     | 2                | 0                | ―                     | ―                     | 27    | 2     |
| Inter de Miami Estados Unidos       | Total club    | Total club    | 46    | 5     | 2                | 0                | 0                     | 0                     | 48    | 5     |
| St. Louis City S. C. Estados Unidos | 1.ª           | 2023          | 36    | 2     | 2                | 0                | 2                     | 0                     | 40    | 2     |
| St. Louis City S. C. Estados Unidos | 1.ª           | 2024          | 29    | 3     | ―                | ―                | 6                     | 1                     | 35    | 4     |
| St. Louis City S. C. Estados Unidos | Total club    | Total club    | 65    | 5     | 2                | 0                | 8                     | 1                     | 75    | 6     |
| Philadelphia Union Estados Unidos   | 1.ª           | 2025          | 0     | 0     | 0                | 0                | ―                     | ―                     | 0     | 0     |
| Philadelphia Union Estados Unidos   | Total club    | Total club    | 0     | 0     | 0                | 0                | 0                     | 0                     | 0     | 0     |
| Total carrera                       | Total carrera | Total carrera | 139   | 10    | 6                | 0                | 8                     | 1                     | 153   | 11    |
| 1. 2.                               |               |               |       |       |                  |                  |                       |                       |       |       |

## Vida personal
Sus padres son búlgaros y se establecieron en Estados Unidos a comienzos de la década de los 90. Su padre, abuelo y tatarabuelo jugaron al fútbol en Bulgaria.